# Bikameralizm
Bikameralizm – element ustroju politycznego, polegający na istnieniu w parlamencie danego państwa dwóch izb: niższej i wyższej, które zazwyczaj różnią się między sobą sposobem wyboru członków, ich liczbą i kompetencjami.
     państwa z parlamentami dwuizbowymi
     państwa z parlamentami jednoizbowymi
     jednoizbowy parlament z ciałem doradczym
     brak parlamentu

państwa z parlamentami dwuizbowymi
państwa z parlamentami jednoizbowymi
jednoizbowy parlament z ciałem doradczym
brak parlamentu

Biorąc pod uwagę europejski rozwój parlamentaryzmu, bikameralizm jest jego najstarszą formą. Już w pierwszych zgromadzeniach przedstawicielskich istniał podział na dwie izby: niższą, w której zasiadali reprezentanci ludu, i wyższą, która wykształciła się z rady królewskiej, organu doradczego władcy, i składała się z najwyższych dostojników państwowych i kościelnych. Nazwy „izba niższa”, „izba wyższa” mają związek z historyczną przewagą tej drugiej nad pierwszą. Obecnie układ sił jest zazwyczaj odwrotny.

## Charakterystyka dwuizbowości
Przyczyn dwuizbowości można doszukiwać się w potrzebie zapewnienia odrębnej reprezentacji w parlamencie wyodrębnionym podmiotom, wprowadzenia do systemu politycznego elementu moderującego. Odmienność drugich izb od pierwszych może przejawiać się w ich mniejszej liczebności (wyjątek stanowi Izba Lordów w Wielkiej Brytanii), dłuższej lub równej kadencji, bezkadencyjności czy słabszej legitymacji demokratycznej.
Druga izba parlamentu pełni różne funkcje, ma różną genezę. W części państw Europy miały rozwinięte kompetencje, reprezentowały arystokrację lub najwyższych dostojników królewskich. Często izby wyższe były formowane z pominięciem procedury wyborczej. Doktrynalnych założeń dwuizbowości parlamentu doszukiwać się można w dziele Monteskiusza O duchu praw. Przewidywał on, że izbę niższą mieli wybierać wszyscy, przy uwzględnieniu rozbudowanych cenzusów wyborczych; izba wyższa natomiast miała być dziedziczna i reprezentować „ludzi wyróżniających się rodem, bogactwem i zaszczytami”.
Formuły reprezentacji realizowane przez drugą izbę:
- Izba reprezentacji terytorialnej – np. Bundesrat, Senat (Francja)
- Izba reprezentacji elit – np. Izba Lordów
- Izba reprezentacji mniejszości kulturowych – np. Izba Narodów Bośni i Hercegowiny, Senat (Belgia)
- Izba reprezentacji funkcjonalnej – Senat (Irlandia), Rada Państwa (Słowenia), Izba Radców Maroka

W unitarnych państwach demokratycznych przyjmujących zasadę dwuizbowości parlamentu, izba druga pełni na ogół funkcję strażnika dobrego prawa i uznawana jest za izbę refleksji nad ustawami uchwalanymi przez pierwszą izbę. 

## Występowanie
Parlamenty bikameralne są przede wszystkim domeną państw federalnych (np. Niemcy, Meksyk, USA, Szwajcaria, Kanada, Belgia) i quasi-federalnych (np. Wielka Brytania, Hiszpania). Izba niższa reprezentuje tam cały lud federacji, zaś wyższa – jej poszczególne podmioty. Deputowani do izby wyższej mogą być wybierani bezpośrednio lub przez rządy, parlamenty bądź sądownictwo krajowe.
Bikameralizm występuje też w niektórych państwach unitarnych (np. Polska, Francja, Holandia, Włochy). Izba niższa jest tam wybierana w wyborach powszechnych, zaś członkowie izby wyższej mogą być wybierani według innej ordynacji wyborczej (Polska), przez specjalne kolegium elektorskie (Francja), przez samorząd terytorialny (Włochy), przez kurie (Irlandia), mianowani przez premiera (Irlandia) bądź prezydenta (Włochy) lub pełnić swój mandat z racji sprawowanej funkcji (Irlandia).

## Typy dwuizbowości
Ze względu na kompetencje izb:
- Dwuizbowość symetryczna – obie izby cechują się zbliżonymi kompetencjami, żadna z nich nie posiada przewagi – np. Parlament Włoch
- Dwuizbowość niesymetryczna – jedna izba przeważa nad drugą – np. parlament polski i brytyjski.

Ze względu na formuły reprezentacji:
- Dwuizbowość kongruentna – zrównoważona reprezentacja w obu izbach – konfiguracja polityczna jednej izby odpowiada drugiej
- Dwuizbowość niekongruentna – niezrównoważona reprezentacja w obu izbach – konfiguracja polityczna jednej izby nie odpowiada drugiej